# 대전월평초등학교
대전월평초등학교는 대한민국 대전광역시 서구 월평동에 있는 초등학교다.

## 학교 연혁
- 1996년 10월 21일 대전월평초등학교 개교(11학급)(설립인가 4월 29일)
- 1997년 3월 6일 대전월평초등학교 병설유치원 개원(1학급)
- 1998년 11월 19일 체육관(미래관) 증축
- 2007년 6월 22일 우레탄, 인조잔디 운동장 설치
- 2008년 3월 21일 양치실 설치
- 2011년 2월 23일 엘리베이터 준공
- 2013년 3월 1일 대전광역시교육청지정 국어과 연구시범학교
- 2014년 2월 19일 제17회 졸업(총2,010명)
- 2015년 2월 17일 제18회 졸업(총2,070명)
- 2016년 2월 18일 제19회 졸업(총2,118명)
- 2017년 2월 22일 제20회 졸업(총2,158명)
- 2017년 3월 1일~2019년 2월 28일 대전광역시교육청지정 디지털교과서 교육과정 연구학교
- 2018년 2월 13일 제21회 졸업(총2,212명)
- 2019년 2월 20일 제22회 졸업(총2,239명)
- 2020년 2월 14일 제23회 졸업(총2,284명)
- 2021년 2월 18일 제24회 졸업(총2,318명)
- 2022년 2월 15일 제25회 졸업(총2,350명)
- 2023년 2월 14일 제26회 졸업(총2,380명)
- 2025년 10월 21일 개교 30주년

## 참고 자료
- 대전월평초등학교 - 한국교육학술정보원 학교알리미